# Irish League 1985-1986
L'Irish League 1985-1986 è stata la 85ª edizione della prima divisione del campionato nordirlandese di calcio.
Il campionato era formato da quattordici squadre e il Linfield vinse il titolo. Non vi furono retrocessioni.

## Classifica finale
| Pos. | Squadra          | G  | V  | N  | P  | GF | GS | Punti |
| ---- | ---------------- | -- | -- | -- | -- | -- | -- | ----- |
| 1    | Linfield         | 26 | 20 | 3  | 3  | 59 | 16 | 43    |
| 2    | Coleraine        | 26 | 16 | 3  | 7  | 51 | 31 | 35    |
| 3    | Ards             | 26 | 12 | 7  | 7  | 37 | 19 | 31    |
| 4    | Glentoran        | 26 | 14 | 3  | 9  | 42 | 26 | 31    |
| 5    | Crusaders        | 26 | 13 | 5  | 8  | 42 | 34 | 31    |
| 6    | Larne            | 26 | 10 | 8  | 8  | 49 | 34 | 28    |
| 7    | Ballymena United | 26 | 10 | 7  | 9  | 43 | 30 | 27    |
| 8    | Cliftonville     | 26 | 8  | 9  | 9  | 31 | 34 | 25    |
| 9    | Distillery       | 26 | 9  | 6  | 11 | 30 | 49 | 24    |
| 10   | Portadown        | 26 | 10 | 3  | 13 | 22 | 32 | 23    |
| 11   | Glenavon         | 26 | 5  | 11 | 10 | 26 | 36 | 21    |
| 12   | Bangor           | 26 | 6  | 6  | 14 | 31 | 45 | 18    |
| 13   | Newry Town       | 26 | 6  | 5  | 15 | 28 | 59 | 17    |
| 14   | Carrick Rangers  | 26 | 2  | 6  | 18 | 12 | 58 | 10    |

G = Partite giocate; V = Vittorie; N = Nulle/Pareggi; P = Perse; GF = Goal fatti; GS = Goal subiti; 